# 4-й Красносельский переулок
Четвёртый Красносе́льский переу́лок — улица в центре Москвы в Красносельском районе между Верхней Красносельской улицей и 3-м Красносельским переулком.

## Происхождение названия
Раньше назывался Полуярославский переулок. Современное название — по примыканию к Красносельской улице.

## Описание
4-й Красносельский переулок начинается от Верхней Красносельской улицы рядом с перекрёстком Верхней и Малой Красносельских, проходит на юго-запад параллельно 3-му Красносельскому переулку и соединяется с ним.

## См.также
- 1-й Красносельский переулок
- Верхняя Красносельская улица